# 秘魯無齒脂鯉
秘魯無齒脂鯉，為輻鰭魚綱脂鯉目脂鯉亞目無齒脂鯉科的其中一個種，分布於南美洲巴西及秘魯的Branco河流域，體長可達12.2公分，棲息在泥底質的溪流、池塘，生活習性不明。